# Madonna del Garofano
La Madonna del Garofano è un dipinto a olio su tavola (62x47,5 cm) di Leonardo da Vinci, databile al 1473 circa e conservato nell'Alte Pinakothek di Monaco.

## Storia
L'opera, tra le prime opere individuali del giovane Leonardo, è identificata con quella "Madonna della Caraffa" descritta da Giorgio Vasari nelle collezioni di papa Clemente VII, nato Medici. Scrisse lo storico aretino: 
(Giorgio Vasari, Le vite de' più eccellenti pittori, scultori e architettori, Vita di Lionardo da Vinci pittore e scultore fiorentino (1568).)

## Descrizione
In una stanza scura, rischiarata da due bifore sullo sfondo aperte sul paesaggio, si trova Maria in piedi, rappresentata a mezzobusto, davanti a un parapetto su cui sono appoggiati un vaso vitreo con fiori, un ampio lembo del manto della Vergine e, su un soffice cuscino, il paffuto Gesù Bambino, ritratto nudo.
Maria, dall'espressione leggermente malinconica, guarda il figlio e gli porge un garofano rosso, il cui colore ricorda il sangue della Passione, ma anche del matrimonio mistico tra madre e figlio, cioè Cristo e la sua Chiesa; il Bambino, seduto, allunga le mani verso il fiore, quasi contorcendosi, ma il suo sguardo è assente, verso il cielo, quasi a simboleggiare l'accettazione della sua tragica sorte e il rimettersi nelle mani del Padre. 
La Vergine è riccamente abbigliata, con una veste rossa di tessuto leggerissimo, forse seta, e un mantello azzurro foderato di giallo che le lascia scoperte le maniche, producendo alcune ampie pieghe. Il mantello è chiuso sul petto da una spilla a medaglione con al centro una corniola (anch'essa, per il suo colore, simbolo del sangue) circondata da perle, simboleggianti castità, pudicizia e purezza. La sua acconciatura è elaborata, con trecce che incorniciano la fronte e reggono un velo semitrasparente, dal quale ricadono riccioli dorati ai lati del volto.
Il paesaggio, in lontananza oltre le finestre, è articolato su più piani e mostra una vallata e una serie di montagne che sfumano nella foschia in una luce chiarissima.

## Stile
L'opera, con alcuni caratteri già preannunciati nella Madonna Dreyfus, segna un'evoluzione nell'arte del giovane Leonardo, con riferimenti all'arte fiamminga più precisi e diretti (la complessa illuminazione della stanza, la presenza del parapetto, la "natura morta" del vaso di fiori). I protagonisti affiorano dalla penombra colti da una luce frontale, che ne enfatizza la monumentalità, senza difetti di rigidità: a tal proposito si noti come affonda dolcemente la mano di Maria nel tenero corpo del figlio. 
Alcune evidenti derivazioni da Verrocchio confermano l'appartenenza dell'opera alla fase giovanile del pittore: l'impianto compositivo, la delicatezza quasi trasparente degli incarnati, la sobria ma realistica gestualità tra madre e figlio, nonché lo zoccolo su cui si trova il vaso, decorato da girali che ricordano l'ara nell'Annunciazione ispirata a sua volta alla tomba di Piero e Giovanni de' Medici di Verrocchio. Il volto di Maria ricorda da vicino quello presente nell'Annunciazione degli Uffizi. Altri elementi contengono invece, in nuce, stilemi dell'artista maturo: il paesaggio roccioso, il panneggio giallo annodato come un vortice, l'acconciatura raffinata della Vergine che venne riutilizzata nella Leda con il cigno.